# Iturival Nascimento
Iturival Nascimento (Rio Verde, 29 de maio de 1935 – Goiânia, 3 de janeiro de 2000) foi um advogado, empresário e político brasileiro que foi deputado federal por Goiás.

## Dados biográficos
Filho de Rafael Arcanjo do Nascimento e Tília Jaime do Nascimento. Advogado formado pela Universidade Federal de Goiás, era ligado ao agronegócio elegendo-se vereador em Rio Verde via PSD em 1958 e 1962. Com a outorga do bipartidarismo ingressou no MDB sendo eleito deputado estadual em 1966 e 1970.
Eleito deputado federal em 1974 e 1978, ingressou no PMDB após a reforma partidária empreendida pelo governo do presidente João Figueiredo, porém desligou-se do partido por ter sido o único oposicionista a votar na emenda do deputado Anísio de Sousa que adiou por dois anos as eleições municipais previstas para 1980. Entretanto as circunstâncias políticas o fizeram voltar ao partido sendo reeleito em 1982. Durante a legislatura votou a favor da Emenda Dante de Oliveira em 1984 e no ano seguinte foi eleitor de Tancredo Neves no Colégio Eleitoral.
Em 1986 foi reposicionado como suplente de deputado federal sendo convocado quando o governador Henrique Santillo nomeou Fernando Cunha para ocupar o cargo de secretário de Governo em 1988. Em novembro do mesmo ano Nion Albernaz foi eleito prefeito de Goiânia e assim Iturival Nascimento foi efetivado. Deixou a vida política em maio de 1993 ao assumir uma vaga no Tribunal de Contas do Estado de Goiás tendo falecido no ano 2000.